# Storflagermus
Storflagermus er en underorden af flagermus. I den eksisterer én familie, flyvende hunde (Pteropodidae). De fleste (men ikke alle) arter er større end småflagermus: De mindste er 6 cm lange, de store bliver 40 cm lange og har et vingefang på 1,5 m. Disse kæmper kan veje mere end et kilogram.

## Levevis
Flyvende hunde lever af frugt og nektar fra blomster, i stedet for insekter som småflagermus. Den flyvende hund har fået sit navn, fordi hovedet ligner en hunds. Småflagermus har et hoved, der mere ligner en lille gnavers hoved. De flyvende hunde bruger fortrinsvis syn og lugtesans til at orientere sig med.
Flyvende hunde tilbringer dagen sovende i kolonier på op til 10.000 individer. I klippehuler eller i frugtbærende træer hænger de i fødderne med hovedet nedad og vingerne slået sammen om kroppen. Når mørket falder på, letter alle de flyvende hunde på én gang og begiver sig i samlet trop ud for at finde modne frugter.
Ungerne sidder de første måneder på maven af hunnen og dier hos hende. Senere bliver de hægtet af i træerne, når hunnen om natten skal ud og lede efter føde. Når ungerne er omkring 6 måneder, følger de med de voksne ud for at finde føde.
Kun en enkelt art, den ægyptiske flyvende hund (Rousettus aegyptiacus), kan benytte sig af ekkolokalisering ligesom småflagermus.

## Systematik
Underordnen Megachiroptera omfatter kun en enkelt familie, Pteropodidae med i alt cirka 186 nulevende arter.

### Arter
Eksempel på arter:
- Pteropus poliocephalus